# トランプ自伝 アメリカを変える男
『トランプ自伝 アメリカを変える男』（トランプじでん アメリカをかえるおとこ、Trump: The Art of the Deal）は、ドナルド・J・トランプとジャーナリストのトニー・シュウォーツが1987年に発表した書籍である。回想録とビジネス指南書の要素を備えた本書は初めてトランプ名義で出版された書籍であり、彼の知名度向上のきっかけのひとつとなった。本書は『ニューヨーク・タイムズ』のベストセラーリストで48週ランクインし、そのうち13週で1位を獲得した。トランプは本書を自身の最も誇れる業績のひとつであり、聖書に次いで好きな本であると述べている。
シュウォーツは本書を執筆したことを「間違いなく生涯で最大の後悔」であると述べ、彼と出版者のハワード・カミンスキーの両者はトランプが本書の執筆の実作業には関与していなかったと主張した。トランプは個人的に著者問題について相反する説明をしている。

## 内容
本書はトランプがクイーンズ区ジャマイカ・エステイツで幼少期を過ごしたことが語られている。その後はマンハッタンに移り、トランプ・オーガナイゼーションを設立する以前のブルックリンでの初期の仕事、グランドハイアットホテルとトランプ・タワーの開発、ウルマン・リンクの改修、その他の様々なプロジェクトにおける彼の行動と考えについて書かれている。また本書にはノーマン・ヴィンセント・ピールの『積極的考え方の力』からヒントを得た、ビジネス成功のための11のステップも掲載されている。

## 執筆
トランプはコンデナストのオーナーであるサイ・ニューハウスから、彼が表紙を飾った雑誌『GQ』1984年5月号の売れ行きが好調だったことを受け、本書の執筆を説得された。ジャーナリストのトニー・シュウォーツは、1982年にトランプがセントラルパークサウスのマンションを買収したものの、家賃統制条例のために家賃を値上げできなかったためにそこから強制的かつ不法に住民を追い出そうとして失敗したという顛末を1985年の『ニューヨーク・マガジン』の記事「A Different Kind of Donald Trump Story」にまとめており、トランプは自分自身に否定的なその記事を読んで直々にシュウォーツに声をかけた。シュウォーツが驚いたことに、トランプはこの記事を気に入っており、表紙に不機嫌そうなトランプの顔が描かれたこの雑誌を彼は自身のオフィスに飾っていたほどであった。シュウォーツは契約金50万ドルのうち半分と印税の半分を受け取ることで合意した。シュウォーツは後に、この仕事を引き受けた動機は純粋に金銭的なものであったと認めた。当時の彼は新しい家族を養う金を必要としていたのである。
2016年7月、シュウォーツはトランプが本書の執筆にはほぼ貢献しておらず、最後に仕事相手に関する批判的な記述をいくつか削除するよう指示したのみであったと述べている。これに対してトランプは、「誰に本を書かせるか、多くの選択肢があったのだが、私はシュウォーツを選んだのだ」としながらも、「シュウォーツは本を書いていない。私が本を書いたのだ」と述べた。また本書の元々の出版社であるランダムハウスの社長のハワード・カミンスキーは、「トランプはハガキ1枚だって書いてくれたことはないよ」と語った。原書の著者名は「Donald Trump with Tony Schwartz」として出版された。2019年、シュウォーツは本書を「フィクション」として再分類することを提案した。
執筆にあたってシュウォーツはトランプに関するニュース、プロフィール、書籍の既存の膨大なアーカイブとトランプ関係者へのインタビューを利用した。また当初はトランプ自身へのインタビューを行っていたが、トランプの集中力が継続しなかったために難航したとシュウォーツは振り返った。シュウォーツはトランプの了承を得た上で、数ヶ月にわたって彼に密着し、オフィスでの電話の内容も盗み聞きして記録するという方法をとった。この経験は本書の第1章「取引 - ある一週間」（"Dealing: A Week in the Life"）に凝縮されており、この章には無数の著名人や出来事が紹介されている。この章は本書の宣伝のために『ニューヨーク・マガジン』に抜粋され、後に出版する自伝の青図にもなった。
シュウォーツは2016年7月の『ザ・ニューヨーカー』の記事でトランプを酷評し、『トランプ自伝』を執筆したことを後悔するに至った経緯を語っている。シュウォーツはまた、もしも今、この本を書くとしたらそれはまったく異なる内容になり、タイトルも『社会病質者』（The Sociopath）になるだろうと語った。シュウォーツはさらに『グッド・モーニング・アメリカ』で、「豚に口紅を塗ってしまった」と自己批判を繰り返した。こういった主張を受けてトランプの弁護士は、シュウォーツに本書の印税を全てトランプに譲るように要求した。

## 出版とプロモーション
『トランプ自伝』は1987年11月にランダムハウスから出版され、それと同時にプロモーション・キャンペーンが展開された。これにはトランプ自身がトランプ・タワーで開催し、ジャッキー・メイソンがホストを務め、多くの有名人ゲストを招いた出版記念パーティも含まれる。またトランプはテレビのトーク番組にも多く出演した。さらにトランプは本書の宣伝の一環として多くの雑誌の表紙を飾った。
出版の2か月前、トランプは本書の宣伝のために国政に乗り出した。1987年9月2日、トランプはパブリシストのダン・クロアーズや長年にわたってポリティカル・インターロキュターを務めているロジャー・ストーンと協力し、アメリカの税金で同盟国を援助するワシントンを非難する全面広告を主要紙に掲載した。10月22日、トランプは「ドラフト・トランプ」運動の支援の下、ニューハンプシャー州の群衆に向かって演説した。トランプは2016年初頭にこの演説について、「（大統領選に立候補することは）考えてもいなかった。（中略）自分の本と大いに関係していた」と振り返った。クロアーズは、「彼は出馬しなかった。（中略）しかしおそらく、史上最高の書籍プロモーションだった」と語った。
本書の抜粋は『ニューヨーク・マガジン』に掲載された。本書は12カ国語以上に翻訳された。

## 印税
トランプとシュウォーツは印税を折半する契約を結んでいた。
1988年、トランプは本書の印税を寄付するためにドナルド・J・トランプ財団を設立し、彼は400万ドルから500万ドルを「ホームレス、ベトナム戦争帰還兵、AIDSや多発性硬化症患者」に寄付すると約束した。『ワシントン・ポスト』は、約束された寄付のほとんどは実現しておらず、「長女が通うバレエ学校よりも、これらの活動への寄付の方が少なかった」と報じた。『ワシントン・ポスト』はトランプの2016年の大統領選挙運動中、彼が1980年代に約束したように、2016年の最初の6ヶ月間に本書から得た印税のうちの5万5000ドルを慈善団体に寄付したかどうかを尋ねたが、回答はなかった。
2016年までにシュウォーツは160万ドルほどの印税を受け取ったと述べた。シュウォーツは6ヶ月ぶんの印税（5万5000ドル相当）を、入国が合法か非合法かを問わず移民がアメリカに留まることを擁護する全米移民法センターに寄付すると述べた。シュウォーツは以前にも、2015年下半期に受け取った印税（2万5000ドル相当）を全米移民フォーラムを含む多くの慈善団体に寄付していた。シュウォーツはトランプから攻撃を受けている人々を助けたいと語った。
トランプによる2018年の財務公開により、本書はその年に100万ドル以上を売り上げており、彼の十数冊の著書の中で唯一収益を上げた作品であったことが明らかになった。トランプの2019年の財務公開では、『トランプ自伝』の印税は10万ドルから100万ドルの範囲であると示された。

## 売り上げ
『トランプ自伝』はニールセン・ブックスキャン時代より前に出版されたために正確な販売部数は不明である。初版発行部数は15万部である。複数の雑誌や書籍の記述によると、ハードカバー版の売り上げは100万部かそれ以上とされている。2016年のCBSニュースの調査では、本書の売り上げに詳しい匿名の情報筋が110万部という数字を算出したと報じられた。
トランプは2016年の大統領選挙運動の際、『トランプ自伝』は「史上ナンバーワンの売り上げを誇るビジネス書」であると述べていた。しかしながら『ポリティファクト』の分析によると、『トランプ自伝』よりも多くを部数を売り上げたビジネス書は他に存在する。正確な販売部数を調べることは不可能であるが、既知の主張と事実に基づく可能性の範囲が示された。他の著名な6冊のビジネス書と比較し、分析すると、『トランプ自伝』は5位であり、1位の『人を動かす』はその15倍売れている。

## 評価とレガシー
出版当時、『パブリッシャーズ・ウィークリー』は本書を、「自慢げで、少年のように魅力的で、徹底的に引き込まれる個人史」であると評した。『ピープル』では賛否両論であった。
発売から3年後、ジャーナリストのジョン・ティアニーは、トランプが「銀行との間に起こった公然の問題」の際、「（本書に記されている）彼自身による助言のいくつかを無視したように見える」と指摘した。トランプのセルフプロモーション、ベストセラー作家、メディア・セレブリティとしての地位は、2006年にとあるコメンテーターからは「1980年代の『強欲は善である』の申し子」と評された（「強欲は善である」という言葉は『トランプ自伝』の1か月後に公開された映画『ウォール街』に登場する）。
2015年に『ナショナル・レビュー』のジム・ジェラティは、本書が「今日の電波を支配している人物よりもずっと柔らかく、温かく、そしておそらく幸せな姿」を描いていると述べた。
倫理学者のジョン・ポール・ローラントは2016年の『アトランティック』誌上での書評で、トランプは資本主義を経済システムとしてではなく道徳劇として見ていると述べた。
本書では、「罪のないホラであり、きわめて効果的な宣伝方法」を表す「真実の誇張」（"truthful hyperbole"）というフレーズが創られた。シュウォーツは、トランプはこのフレーズを気に入っていたと述べた。2017年1月にこのフレーズは、ホワイトハウス報道官のショーン・スパイサーによるトランプの大統領就任式の聴衆者数をめぐる発言を大統領顧問のケリーアン・コンウェイが擁護した際に用いた造語である「もう一つの事実」（"alternative facts"）との類似性が指摘された。
2021年、元KGBエージェントであるユリ・シュヴェッツは、アメリカ合衆国とソビエト連邦の緊張が解けていた1980年代から40年間にわたってトランプはKGBにより培われたと主張した。トランプは『トランプ自伝』の中で、「ソ連政府と共同で、クレムリンから道路を隔てたところに大きな豪華ホテルを建てる」可能性など、米ソ関係の好転から生じるビジネスチャンスのポテンシャルを認識していた。シュヴェッツはこの時期にトランプと政界進出について話し合っており、トランプがモスクワ旅行からアメリカに戻った後に反西欧かつロシア擁護の言説を繰り返すようになったことには「驚愕した」と述べた。

### 信憑性に関する疑惑
伝記作家や関係者、ファクトチェッカーたちは。本書の記述にいて疑問を投げかけている。2000年に伝記作家のグウェンダ・ブレアは、「『トランプ自伝』の中で、（トランプは）ビジネス取引こそが自分自身を際立たせるものだと主張している。（中略）だが、彼の最も独創的な創造物は、果てしないセルフインフレーションである」と評していた。それから20年後にブレアは、伝記作家として「（本書が）いかに捏造されたものであったか。（中略）あの創造神話がいかに、よく言えば誇張にまみれたものであったかを理解できなかった」ことを悔やんだ。
第4章「シンシナティ・キッド」は、トランプの「はじめての大きな取引」の物語である。本書によると、トランプはシンシナティで苦境に立たされていた集合住宅のスウィフトン・ヴィレッジの買収を思いついたという。トランプは父親のフレッド・トランプと協力してスウィフトンの経営を立て直し、その後、地域が取り返しがつかないほど下り坂にさしかかったときに買い手を騙して高値で買い取らせており、「値段は1200万ドル。こちらにとっては約600万ドルのもうけになった。短期投資としては巨額の利益である」と書かれている。ヴィレッジの保守スタッフの1人であるロイ・ナイトは、このプロジェクトは実際には父の「ベイビー」であったと記者に語っている。父がオハイオ行きの飛行機に乗り、競売で土地を落札した時にトランプはニューヨーク・ミリタリー・アカデミーで生活していた。また父が事態を好転させている間、トランプは大学に通っていた。トランプはヴィレッジを時々訪れていたが、「庭仕事と掃除」をする程度であった。さらに最終的な売却価格は購入価格より100万ドルほど高い675万ドルであり、8年間の経費（推定50万ドル）と利息を考慮すると利益はほとんど出なかった。
第6章「グランド・ハイアット・ホテル」は、トランプにとっての本当に最初の大きな取引の物語である。トランプはこれがなければ「今頃はブルックリンに戻って家賃を集めていただろう」と振り返っている。1992年に出版されたトランプの伝記本において、このプロジェクトの詳細を取材したジャーナリストのウェイン・バレットは本書の主張の多くに意義を唱えている。特に彼は、長年トランプ家と交流があったニューヨーク州知事のヒュー・ケアリーから、斬新な官民パートナーシップにキャリアを賭けている都市プランナー、そしてトランプのナンバー2であるルイーズ・サンシャイン（キャリーの元資金調達者でもある）まで、ほとんどすべての主要人物が書かれていないことを指摘した。「『トランプ自伝』では、ドナルドが1人で舞台に登場していたように描写されている」とバレットは書いている。
第7章「トランプ・タワー」は、完全にハッチングされた計画から始まる。トランプは、「頭の中に描いているビルを建てるためには、隣接する他所をいくつか買い、その後に用途地域指定上の適用除外措置をいくつも申請しなければならなかった」と説明している。このブロジェクトにおけるトランプの弁護士の1人で、後に『アプレンティス』の第1-5シーズンで補佐を務めたジョージ・ロスは、この経緯を異なる形で回想している。トランプは「空中権売買の契約書」を熟読し、「思わぬおまけがついていたのを発見した」と記述しているが、一方でロスは「私はある所有者が未使用の建築権（一般に空中権と呼ばれる）売却・譲渡することを許可する都市計画法について説明した」と主張している[a]。その重要なステップの1つは、隣接するティファニーの店舗であった。トランプは、「オーナーのウォルター・ホーヴィングは伝説的な存在だったが、気難しく、強引で移り気な人物とも言われていた」と振り返っており、それにもかかわらず、トランプはホーヴィングに電話をかけて、一方的な取引に持ち込んだと述べている。しかしロスによると、この取引は完全に計画上のものであり、トランプの父のコネクションのおかげであると主張している。ロスは「ドナルドの父とウォルター・ホーヴィングは一緒に仕事をしたことがあり、ドナルドの父は短期間でホーヴィングと公正な取引ができるとドナルドに提案した」と述べた。
1985年から1994年にかけてのトランプの納税申告書によると、その期間中に彼は「米国内の個人納税者のほぼ全員を上回る額の金銭を失っていた」ことがわかり、それを根拠に共著者のシュウォーツは本書が「フィクションとして再分類」される可能性を示唆した。

### 映画化構想
1988年、トランプとテッド・ターナーは本書を原作としたテレビ映画の計画を発表した。1991年までに計画はほぼ頓挫した。
『アプレンティス』の企画者であるマーク・バーネットは、本書が「ロサンゼルスのベニス大通りでTシャツを売っていた彼が、テレビ番組をプロデュースするまで飛躍するきっかけになった」と述べており、『サバイバー』で成功した後、トランプ自身が出演するアイデアをひらめいたと語っている。番組のオープニングを飾るトランプのモノローグは「私は取引という芸術（the art of the deal）をマスターした。そして私はマスターとして、自分の知識を他の誰かに伝授したい。私が探しているのは、見習い（The Apprentice）だ」である。
本書の一部の要素は2016年のパロディ映画『Donald Trump's The Art of the Deal: The Movie』の基として使用された。

## 日本語版
日本語版は1988年に早川書房より出版された。さらに2008年には筑摩書房より『トランプ自伝 不動産王にビジネスを学ぶ』と改題されて出版された。
- ドナルド・J・トランプ; トニー・シュウォーツ（英語版） 著、枝松真一 訳『トランプ自伝 アメリカを変える男』早川書房、1988年10月1日。ISBN 978-4152033741。
- ドナルド・J・トランプ; トニー・シュウォーツ（英語版） 著、相原真理子 訳『トランプ自伝 不動産王にビジネスを学ぶ』筑摩書房、2008年2月6日。ISBN 978-4480423795。